# Alto do Moinho (Corroios)
Alto do Moinho é uma localidade da freguesia de Corroios, Município do Seixal. É sobretudo um subúrbio residencial, com muitas vivendas usadas sobretudo como primeira habitação.
As principais actividades económicas são o comércio e serviços.
Possuí de uma escola primária, um Pavilhão Multidesportivo e zonas verdes para desfrutar da harmonia e paz daquela localidade. O Centro Cultural e Recreativo do Alto do Moinho tem vindo a assumir-se como uma colectividade popular muito dinâmica, que tem no andebol a modalidade mais representativa, que há dois anos foi verificada essa forte aposta no andebol do Centro Cultural e Recreativo do Alto do Moinho, com a subida do escalão de juniores à 1ª divisão nacional de júniores e as recentes obras realizadas no pavilhão para melhorar as condições da prática da mesma modalidade.
O clima da região apresenta neblinas como característica marcante.